# Avec toi
Avec toi est une chanson de l'artiste français Axel Tony en collaboration vocale avec le rappeur français Tunisiano. Le single sort le 28 août 2012 sous le label Givmeall et distribué par le major UMG. La chanson est écrite par Pascal Koeu, Axel Tony et Adila Sedraia. La chanson se classe dans 2 pays francophones européens, en France et en Belgique (Wallonie).

## Liste des pistes
Promo - Digital Givmeall
1. Avec toi - 3:20

## Classement par pays
| Classement (2012)                       | Meilleure position |
| --------------------------------------- | ------------------ |
| France (SNEP)                           | 7                  |
| Belgique (Wallonie Ultratop 50 Singles) | 24                 |